# مردان ایکس (کمیک بوک)
مردان-ایکس یا افراد ایکس یا اکس-من (به انگلیسی: X-Men) گروهی از ابرقهرمانان جهش‌یافته خیالی هستند که در کتاب‌های کمیک آمریکایی منتشر شده توسط مارول کامیکس حضور دارند. این شخصیت‌ها توسط استن لی نویسنده و جک کربی طراح خلق شده‌اند و برای اولین بار در شمارهٔ ۱ مردان ایکس (سپتامبر ۱۹۶۳) حضور پیدا کردند.
واژه ایکس از کلمه انگلیسی Extra (به معنی فوق‌العاده) گرفته شده و اشاره ایست به توانایی‌های ویژه مردان ایکس.
از مهم‌ترین شخصیت‌های مردان ایکس می‌توان به رهبر آن‌ها پروفسور ایکس، و اعضای گروه شامل سایکلاپس، آیس من، فرشته، بیست، جین گری، استورم، ولورین، ددپول و همچنین دشمن و دوست دیرینهٔ آن‌ها مگنیتو اشاره کرد.

## داستان
در دنیای خیالی مردان ایکس، گروهی از انسان‌ها در نتیجهٔ جهش ژنتیکی (که در دوران جنینی اتفاق می‌افتد)، از توانایی‌های ویژه‌ای برخوردار شده‌اند که معمولاً در دورهٔ نوجوانی آشکار می‌شود. این افراد عموماً جهش یافته (به انگلیسی: Mutant) نامیده می‌شوند. بسیاری از آن‌ها توانایی‌های خود را از سایر انسان‌ها مخفی می‌کنند، بعضی به انسان‌ها کمک می‌کنند و گروهی دیگر معتقدند که برتر از سایرین هستند و از قدرت خود سوً استفاده می‌کنند. اکثر انسان‌های معمولی نیز نسبت به آن‌ها احساس ترس یا سؤ ظن دارند.
یکی از این جهش یافته‌ها به نام پروفسور چارلز فرانسیس اگزاویه (که بعداً با نام پروفسور ایکس شناخته می‌شود)، تصمیم می‌گیرد هدف مهمی را دنبال کند: حفاظت از انسان‌ها در برابر جهش یافته‌های شرور؛ و تضمین امنیت سایر جهش یافته‌ها در برابر خطرات احتمالی انسان‌های عادی. او به این منظور ملک خانوادگی خود در نیویورک را تبدیل به مدرسه‌ای برای جهش یافته‌ها می‌کند (مدرسه‌ای برای جوانان با استعداد) تا از سنین کم بتوانند قدرت‌های خود را کنترل کنند و بنابراین به خطری برای جامعه تبدیل نشوند. همچنین از میان شاگردانش، گروهی به عنوان مردان ایکس گرد میاورد. این گروه به عنوان نمونه‌ای از جهش یافته‌ها که در مسیر درست مبارزه می‌کنند، موفق می‌شوند اعتماد بسیاری از انسان‌ها را جلب کنند. پروفسور ایکس در مدرسه‌اش امکانات پیشرفتهٔ زیادی نیز به وجود میاورد و با مویرا مک‌تاگرت، نامزد سابقش که اکنون یک مرکز تحقیقاتی برای جهش یافته‌ها تشکیل داده همکاری می‌کند.
دشمنان مردان ایکس طیف وسیعی را شامل می‌شوند: از بعضی انسان‌ها که به دنبال نابود کردن جهش یافته‌ها هستند گرفته تا جهش یافته‌های شرور ، موجودات فضایی _ باستانی و گروه‌های ابر قهرمانی(که به اشتباه در مقابل هم قرار گرفتند) اما بی‌شک بزرگترین گروه دشمن مردان ایکس، انجمن برادری جهش یافته‌ها (که بنیان‌گذار و رهبر اصلی آن مگنیتو است) هستند. هدف آن‌ها تضمین امنیت جهش یافته‌ها، به وسیلهٔ حکومت آن‌ها بر انسان هاست. با این حال گاهی اوقات این دو گروه در مقابل دشمن مشترک (که معمولاً انسان‌هایی با هدف نابود کردن تمامی جهش یافته‌ها هستند) با هم متحد شده یا حداقل با یکدیگر مذاکره می‌کنند.
(مگنتو و پروفسور ایکس در دورهٔ جوانی بهترین دوستان هم بودند)
گروه مردان ایکس ابتدا به صورت مخفیانه عمل می‌کردند و از میان اعضای دولت و سازمان‌های امنیتی، تنها یک مأمور اف‌بی‌آی به نام فرد دانکن (دوست پروفسور ایکس) از وجود این گروه با خبر بود.

## تاریخچهٔ انتشار
شماره یک داستان‌های این مجموعه در ۱۰ سپتامبر ۱۹۶۳ میلادی به چاپ رسید.
داستان مردان ایکس (به ترتیب انتشار) ابتدا از جایی شروع می‌شود که این گروه از قبل وجود دارد. در سال‌های بعد و در نسخه‌های بعدی مجموعه بود که چگونگی تشکیل گروه و گذشتهٔ بسیاری از اعضای آن بیان شد. جزئیات زیادی نیز در طول سال‌های انتشار تغییر یافت و برخی از داستان‌ها دوباره به چاپ رسید. مردان ایکس در بعضی داستان‌های دیگر شخصیت‌های مارول نیز حضور دارند.
گروه اول مردان ایکس عبارت بودند از: سایکلاپس، مرد یخی، انجل، بیست، جین گری و مدرس آن‌ها پروفسور ایکس. در طول سالیان دراز افراد بسیاری به این گروه پیوسته یا از آن جدا شده‌اند.
کتاب‌های مصور مردان ایکس یکی از قدیمی‌ترین مجموعه‌های انتشار یافته به وسیلهٔ کمپانی مارول بوده و هم چنان نیز چاپ داستان‌های این مجموعه ادامه دارد.

## دنیای مردان ایکس
مردان ایکس در کنار سایر شخصیت‌های مارول، بخشی از دنیای مارول هستند. بیشتر داستان‌های آن‌ها در نیویورک، ایالات متحده آمریکا اتفاق می‌افتد ولی تعداد زیادی نیز در گوشه و کنار جهان رخ می‌دهد. فهرست زیر مجموعه‌ای از مهم‌ترین مکان‌ها در داستان‌های مردان ایکس است:
- عمارت ایکس (X-Mansion): ملک اجدادی پروفسور ایکس، مدرسهٔ جوانان با استعداد (جهش یافته‌ها) و پایگاه اصلی مردان ایکس، واقع در سالم کانتی، وست چستر، نیویورک شامل اتاق‌ها و ابزار زیر:

اتاق خطر (Danger Room): مکانی برای بازسازی مجازی میدان نبرد و تمرین مردان ایکس.
سیریبرو (Cerebro): اتاقی بسیار بزرگ و تخم مرغی شکل با دستگاهی در مرکز آن که پروفسور ایکس به کمک آن می‌تواند جهش یافته‌ها را تا شعاع بسیار زیادی شناسایی کرده، دشمنان مردان ایکس را پیدا کند و بر اساس نیاز گروه اعضای جدیدی برای تیم پیدا کند.
پرندهٔ سیاه (Blackbird): یک جت فوق پیشرفته با قابلیت نامرئی شدن.
- سیارهٔ ام (Asteroid M): پایگاهی مشابه مدرسهٔ پروفسور ایکس، متعلق به انجمن برادری جهش یافته‌ها، ساخته شده به وسیلهٔ مگنتو و (بر خلاف تصوری که نامش به وجود میاورد) واقع در سطح زمین.
- جزیرهٔ میوئر (Muir Island): جزیره‌ای در اسکاتلند و مرکز تحقیقاتی مویرا مک‌تاگرت.
- جزیرهٔ جینوشا (Genosha Island): جزیره‌ای در نزدیکی ماداگاسکار که از طرف سازمان ملل، به مگنتو اعطا می‌شود.
- مادریپور (Madripoor): جزیره‌ای در نزدیکی سنگاپور.
- شهر جهش یافته‌ها (Mutant Town): ناحیه‌ای در منهتن نیویورک که بیشتر جمعیت آن را جهش یافتگان تشکیل می‌دهند.
- دریاچهٔ آلکالای (Alkali Lake): پایگاه و آزمایشگاه ویلیام استرایکر، یکی از دشمنان جهش یافته‌ها.
- جزیرهٔ کراکوآ (Krakoa Island): جزیره‌ای زنده که تیم اول مردان ایکس در آن به دام می‌افتند و بعد از این اتفاق، پروفسور ایکس تیمی دیگر تشکیل می‌دهد تا افرادش را نجات دهد.

## اقتباس در دیگر رسانه‌ها
تا سال ۲۰۰۰ میلادی، از داستان‌های مردان ایکس، کارتون‌ها و مجموعه‌های تلویزیونی زیادی ساخته شد که بیشترشان هم موفق بودند مجموعه فیلم های کریشساخته کشور هند اقتباسی از مجموعه فیلم های مردان ایکس هستند.
در سال ۲۰۰۰، فیلم مردان ایکس اکران شد و به یکی از موفق‌ترین فیلم‌های سال مبدل گشت. پس از این اتفاق توجه کمپانی‌های فیلم‌سازی بار دیگر به فیلم‌هایی از این دست جلب شد؛ بنابراین فیلم مردان ایکس آغازگر موج جدیدی از فیلم‌های ابر قهرمانی شد. در سال ۲۰۰۲ با اکران فیلم دوم مردان ایکس، این مجموعه ادامه پیدا کرد و تاکنون در مجموع نه فیلم از داستان‌های مردان ایکس ساخته شده‌است.
""فهرست فیلم‌های سینمایی مردان ایکس""